# Tempestade do Primeiro Trimestre
Tempestade do Primeiro Trimestre (em inglês:  First Quarter Storm, em filipino:  Sigwa ng Unang Kuwatro) foi um período de distúrbios esquerdistas nas Filipinas, composto por uma série de fortes manifestações, protestos e marchas contra o governo de janeiro a março de 1970, ou no primeiro trimestre de 1970. Foi um dos fatores que conduziriam à declaração da lei marcial em 1972. 